# Tretze llocs budistes d'Osaka
Tretze llocs budistes d'Osaka són un grup de 13 llocs sagrats budistes en la prefectura d'Osaka dedicats als tretze budes. La majoria dels temples en aquest grup són part del budisme esotèric japonès Shingon. El grup de peregrinació es va establir en 1979.

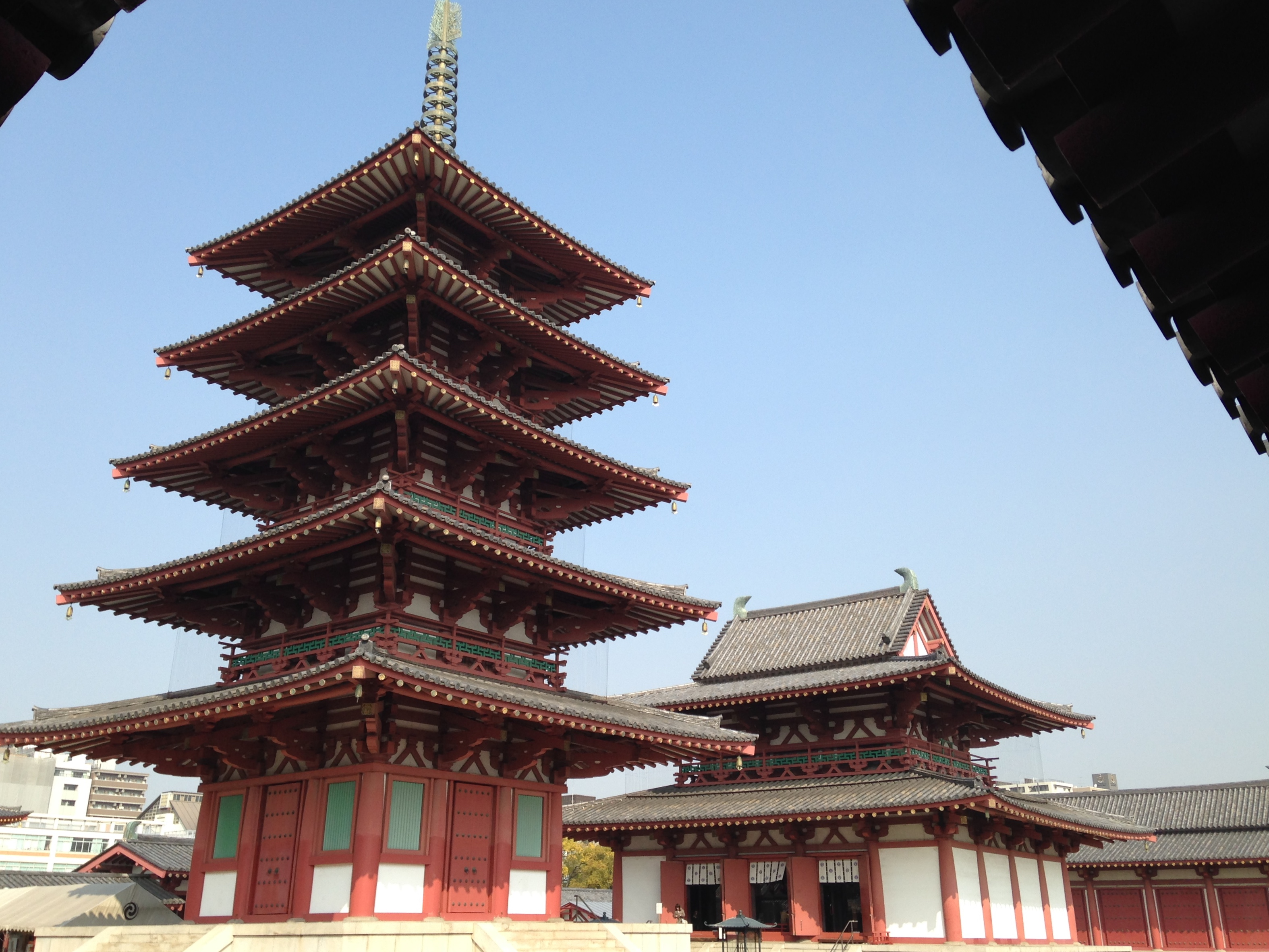
Shitenno-ji

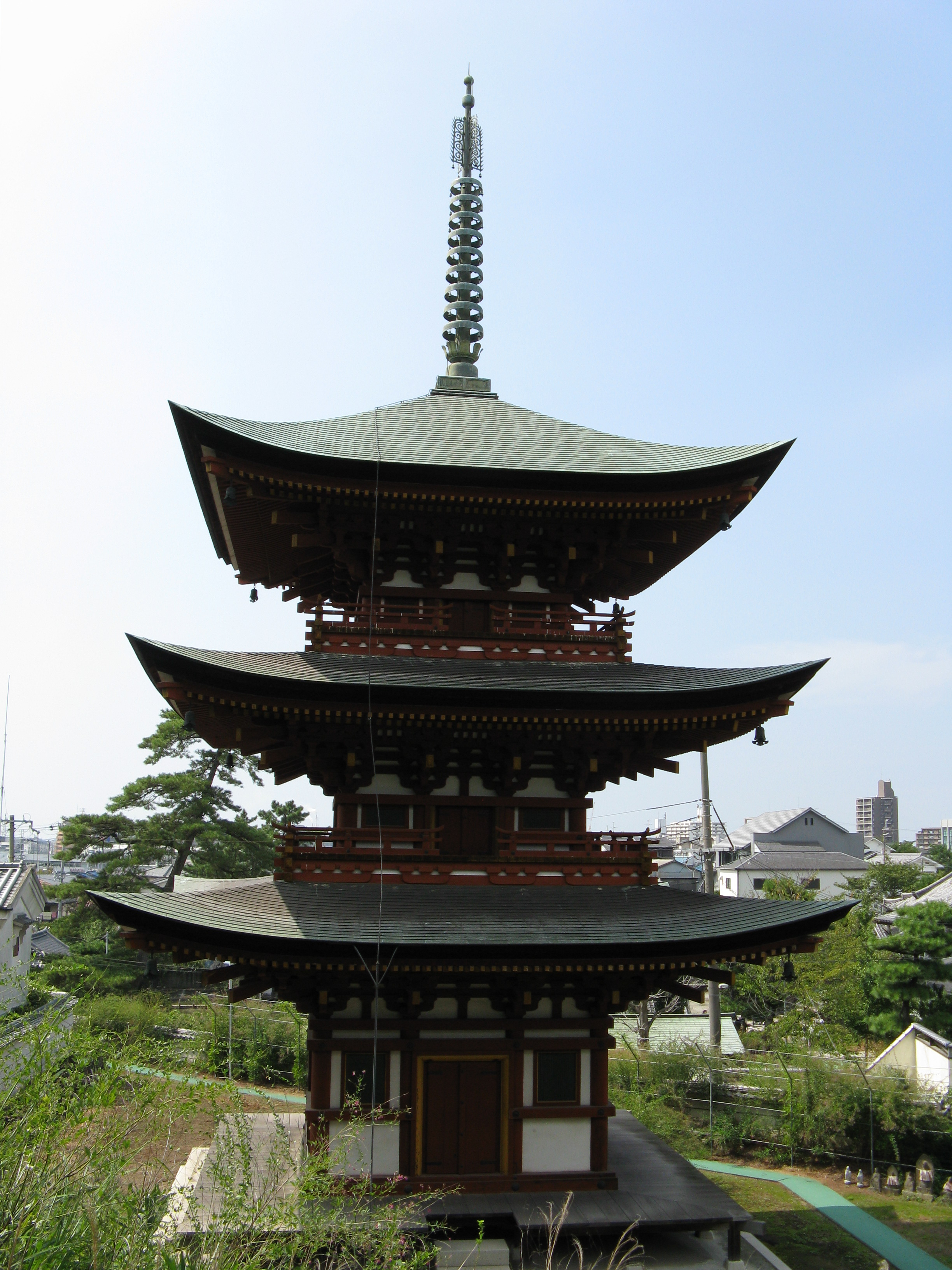
Ebara-ji

## Directori
| Número | Temple         | Secta               | Dedicació         | Ubicació                                  |
| ------ | -------------- | ------------------- | ----------------- | ----------------------------------------- |
| 1      | Horaku-ji      | Sennyū-ji Shingon   | Fudō-myōō         | Osaka, Higashi-Sumiyoshi, Yamasaka 1-8-30 |
| 2      | Shōen-ji       | Tō-ji Shingon       | Siddharta Gautama | Osaka, Abeno-ku, Matsumushidōri 3-2-32    |
| 3      | Ebara-ji       | Kōyasan Shingon-shū | Manjusri          | Osaka, Sakai-shi, Nishi-ku, Ebarajichō    |
| 4      | Shi Tennō-ji   | Wa-shu              | Samantabhadra     | Osaka, Tennoji-ku, Shitennō-ji 1-11-18    |
| 5      | Jōkō-ji        | Nanzen-ji Rinzai    | Jizō Bosatsu      | Yao, Honmachi 5-8-1                       |
| 6      | Kyōkō-ji       | Risshū              | Miroku Bosatsu    | Yao, Kyōkō-ji 7-21                        |
| 7      | Senkō-ji       | Kōyasan Shingon-shū | Yakushi Nyorai    | Osaka, Hirano-ku, Hirano Honmachi 4-12-21 |
| 8      | Taiyū-ji       | Kōyasan Shingon-shū | Kannon Bosatsu    | Osaka, Kita-ku, Taiyū-ji 3-7              |
| 9      | Kokubun-ji     | Kokubun-ji Shingon  | Seishi Bosatsu    | Osaka, Kita-ku, Kokubun-ji 1-6-18         |
| 10     | Dainenbutsu-ji | Seishi Bosatsu      | Amida Nyorai      | Osaka, Hirano-ku, Hirano Uemachi 1-7-26   |
| 11     | Hōon'in        | Daigo Shingon       | Ashuku Nyorai     | Osaka, Chūō-ku, Takatsu 1-2-28            |
| 12     | Shōren-ji      | Kōyasan Shingon-shū | Dainichi Nyorai   | Osaka, Tennoji-ku, Ikutamatera 3-19       |
| 13     | Taihei-ji      | Sōtō                | Kokūzō Bosatsu    | Osaka, Tennoji-ku, Yuhigaokacho 1-1       |